# Vermezzo con Zelo
Vermezzo con Zelo är en kommun i storstadsregionen Milano i regionen Lombardiet i Italien. Kommunen hade 5 831 invånare (2022). Kommunen bildades 8 februari 2019 genom en sammanslagning av kommunerna Vermezzo och Zelo Surrigone.